# H.E.R.O.
H.E.R.O. (акроним для англ. Helicopter Emergency Rescue Operation — экстренная операция спасения вертолётом) — однопользовательская игра, опубликованная Activision. Изначально она разрабатывалась для Atari 2600 и была выпущена в марте 1984 года. Игра была портирована на многие домашние компьютеры и игровые приставки того времени. Игрок должен использовать «вертолётный рюкзак» и другие инструменты, чтобы спасти людей, затерявшихся глубоко в шахте.

## Игровой процесс
Игрок управляет персонажем по имени Roderick Hero (которого иногда называют «R. Hero», игра слов с фразой «our hero», «наш герой»), который играет роль спасательной команды из одного человека. Шахтёры, работавшие на горе Леоне попали в ловушку под землёй, и Родерик должен добраться до них.
У игрока имеется закреплённый на рюкзаке вертолётный двигатель (как у Карлсона), который позволяет ему зависать на одном месте и летать, а также закреплённый на шлеме лазер и ограниченное количество шашек динамита. Каждый уровень состоит из лабиринта шахтовых тоннелей, по которым Родерик должен добраться до шахтёра, попавшего в ловушку внизу. У рюкзака есть ограниченный запас энергии, так что до шахтёра нужно добраться до того, как он закончится.
Между Родериком и шахтёрами стоит ряд препятствий. Некоторые шахты заблокированы обвалами, для расчистки которых требуется динамит. Родерик не должны стоять слишком близко от взрывающегося динамита. Лазер в шлеме также может разрушить обвалы, но он делает это значительно медленнее динамита. Некоторые части шахты освещаются фонарями. Если фонарь уничтожен, часть, в которой он был расположен, становится невидимой. Взрывающийся динамит освещает шахту на короткое время. Шахты населены пауками, летучими мышами и другими неизвестными существами, прикосновение к которым является смертельным. Эти существа могут быть уничтожены с помощью лазерного луча или взорванного рядом с ними динамита. На поздних уровнях, игрок столкнётся с магмой, которая, как и обвалы, может быть взорвана для расчистки пути, но, как и существа, является смертельно опасной, если её коснуться. Наконец, самые глубокие шахты затоплены, что требует от игрока пролетать над водой.
Очки начисляются за каждый расчищенный завал и каждого уничтоженного монстра. Когда игрок спасает шахтёра, за это также начисляются игроки, с учётом оставшегося заряда рюкзака и числа оставшихся динамитных шашек. Новая жизнь даётся за каждые 20000 очков.